# 永井尚征
永井 尚征（ながい なおゆき）は、山城国淀藩2代藩主、後に丹後国宮津藩初代藩主。永井家宗家3代。

## 生涯
慶長19年（1614年）、淀藩の初代藩主・永井尚政の長男として生まれる。明暦4年（1658年）2月に父が隠居したため、家督を継いだ。寛文9年（1669年）2月24日、丹後宮津藩に移封される。
延宝元年（1673年）11月11日に江戸で死去。享年60。跡を二男の尚長が継いだ。

## 系譜
父母
- 永井尚政（父）
- 内藤清成の娘（母）

正室
- 毛利秀元の娘

子女
- 永井尚房（長男） - 尚房のみ生母は正室。早世。
- 永井尚長（三男） - 相続。のち殺害され改易。
- 永井直種（四男） - 摂津国高槻藩主永井直時の養嗣子
- 永井直圓（六男） - 尚長改易後、直圓が大名として取り立てられ永井家再興。
- 永井直時正室 - のち直時は正室の兄弟の直種を養嗣子とした。
- 長姫 - 依正院、三河国西尾藩主増山正弥正室
- 旗本有馬則故正室
- 旗本有馬則故継室
- 中村光慶室
- 高力忠弘正室 - 肥前国島原藩継嗣。改易された父親に連座して蟄居処分されるが、のち赦され大身旗本。そののち口論から殺害された。